# Królik Bugs przedstawia
Królik Bugs przedstawia (ang. The Bugs Bunny Show, 1960–2000) — pierwszy animowany serial telewizyjny wytwórni Warner Bros. o przygodach Królika Bugsa, Kaczora Daffy'ego i innych bohaterów Zwariowanych melodii. Serial emitowany był w USA w latach 1960–2000, w Polsce zaś z polskim lektorem – na kanale TVP1 w latach 1979–1980 i 1991–1992 (we wtorkowe popołudnia). W przeciągu 40 lat emisji w USA program często zmieniał tytuł oraz długość emisji.

## Formaty
- Królik Bugs przedstawia (ang. The Bugs Bunny Show) – na kanale ABC w latach 1960–1968 (w kolorze od 1965), na kanale CBS w latach 1971–1973, ponownie na kanale ABC w latach 1973–1975
- The Bugs Bunny/Road Runner Hour (od 1978 roku The Bugs Bunny/Road Runner Show) – na kanale CBS w latach 1968–1971, 1975–1985
- The Bugs Bunny/Looney Tunes Comedy Hour – na kanale ABC w latach 1985–1986
- The Bugs Bunny and Tweety Show – na kanale ABC w latach 1986–2000

## Podobne programy
- The Porky Pig Show (1964–1967 na kanale ABC, później jako Porky Pig and Friends w latach 1971–1990 w syndykacji)
- The Road Runner Show (1966–1968 na kanale CBS, 1971–1975 na kanale ABC)
- Bugs Bunny and Friends (lata 70. w syndykacji)
- The Merrie Melodies Show (lata 70. w syndykacji)
- The Looney Tunes/Merrie Melodies Show: Sylvester & Tweety/Daffy & Speedy (1971–1973 na kanale CBS)
- The Sylvester and Tweety Show (1976–1977 na kanale CBS)
- The Daffy Duck Show (1978–1981 na kanale NBC)
- The Sylvester & Tweety, Daffy & Speedy Show (1981–1982 na kanale CBS)
- Looney Tunes on Nickelodeon (1988–1999 na kanale Nickelodeon)
- Merrie Melodies: Starring Bugs Bunny and Friends (1990–1992 w syndykacji, 1992–1994 na kanale FOX)
- That's Warner Bros.! (1995–1998 na kanale WB, od 1996 roku jako The Bugs N' Daffy Show)
- The Daffy Duck Show (1996 na kanale WB)

## Obsada w oryginalnej wersji językowej
- Mel Blanc – Królik Bugs, Kaczor Daffy, Świnka Porky, Yosemite Sam, kot Sylwester, ptaszek Tweety, Wiluś E. Kojot, Pepe Le Swąd, Speedy Gonzales, Kurak, Marsjanin Marvin, Diabeł Tasmański.
- Arthur Q. Bryan – Elmer Fudd
- June Foray – Babcia, Wiedźma Hazel

## Wersja polska
Wersja polska: Telewizyjne Studia Dźwięku

Tekst: Mariusz Arno Jaworowski

Czytał: Andrzej Matul